# Danh sách Nữ Đại vương công Nga
Đây là danh sách những thành viên của Hoàng gia Nga mang tước hiệu Nữ Đại vương công (tiếng Nga: великая княгиня) thường được phong tặng như một tước hiệu cho các hậu duệ nữ giới của những thành viên trong Hoàng tộc Nga thuộc trực hệ nam giới và cũng được phong tặng cho vợ của các Đại vương công của Nga. Các tước hiệu thuộc dạng danh xưng như vậy thường được tấn phong mang kính ngữ Hoàng thân (Imperial Highness) và không bao gồm lãnh địa cai trị thức tế mà chỉ là những thành viên có quan hệ với Quân chủ Nga.

## Danh sách các Nữ Đại vương công Nga (Romanov)
| Chân dung | Tên                      | Cha                                    | Phối ngẫu | Ghi chú                                                                                       |
| --------- | ------------------------ | -------------------------------------- | --- | --------------------------------------------------------------------------------------------- |
|           | Anna Petrovna            | Pyotr I                                | Karl Friedrich, Công tước xứ Holstein-Gottorp (kết hôn năm 1725)                                                                      |                                                                                               |
|           | Yelizaveta Petrovna      | Pyotr I                                | | Sau là Nữ hoàng Yelizaveta của Nga                                                            |
|           | Natalya Petrovna         | Pyotr I                                | |                                                                                               |
|           | Natalya Alekseevna       | Aleksey Petrovich                      | |                                                                                               |
|           | Anna Leopoldovna         | Karl Leopold, Công tước xứ Mecklenburg | Anton Ulrich xứ Braunschweig (kết hôn năm 1739)                                                                                       |                                                                                               |
|           | Anna Petrovna            | Pyotr III                              | |                                                                                               |
|           | Aleksandra Pavlovna      | Pavel I                                | Joseph, Bá tước của Hungary (kết hôn năm 1799)                                                                                        |                                                                                               |
|           | Yelena Pavlovna          | Pavel I                                | Friedrich Ludwig, Công thế tử xứ Mecklenburg-Schwerin (kết hôn năm 1799)                                                              |                                                                                               |
|           | Mariya Pavlovna          | Pavel I                                | Karl Friedrich, Công thế tử xứ Sachsen-Weimar (kết hôn năm 1804; qua đời năm 1853)                                                    |                                                                                               |
|           | Yekaterina Pavlovna      | Pavel I                                | Georg xứ Oldenburg (kết hôn năm 1809; qua đời năm 1812) Wilhelm I của Württemberg (kết hôn năm 1816)                                  |                                                                                               |
|           | Olga Pavlovna            | Pavel I                                | |                                                                                               |
|           | Anna Pavlovna            | Pavel I                                | Willem II của Hà Lan (kết hôn năm 1816; qua đời năm 1849)                                                                             | Sau là Vương hậu Anna của Hà Lan                                                              |
|           | Mariya Aleksandrovna     | Aleksandr I                            | |                                                                                               |
|           | Yelizaveta Aleksandrovna | Aleksandr I                            | |                                                                                               |
|           | Mariya Nikolayevna       | Nikolai I                              | Maximilian của Leuchtenberg (kết hôn năm 1839; qua đời năm 1852) Bá tước Grigori Stroganov (kết hôn năm 1854)                         |                                                                                               |
|           | Olga Nikolayevna         | Nikolai I                              | Karl I của Württemberg (kết hôn năm 1846; qua đời năm 1891)                                                                           | Sau là Vương hậu Olga của Württemberg                                                         |
|           | Aleksandra Nikolayevna   | Nikolai I                              | Friedrich Wilhelm xứ Hessen-Kassel (kết hôn năm 1844)                                                                                 |                                                                                               |
|           | Mariya Mikhaylovna       | Mikhail Pavlovich                      | |                                                                                               |
|           | Yelizaveta Mikhaylovna   | Mikhail Pavlovich                      | Adolphe, Công tước xứ Nassau (kết hôn năm 1844)                                                                                       |                                                                                               |
|           | Yekaterina Mikhaylovna   | Mikhail Pavlovich                      | Georg August xứ Mecklenburg-Strelitz (kết hôn năm 1851; qua đời năm 1876)                                                             |                                                                                               |
|           | Aleksandra Mikhaylovna   | Mikhail Pavlovich                      | |                                                                                               |
|           | Anna Mikhaylovna         | Mikhail Pavlovich                      | |                                                                                               |
|           | Aleksandra Aleksandrovna | Aleksandr II                           | |                                                                                               |
|           | Mariya Aleksandrovna     | Aleksandr II                           | Alfred, Công tước xứ Edinburgh (kết hôn năm 1874; qua đời năm 1900)                                                                   |                                                                                               |
|           | Olga Konstantinovna      | Konstantin Nikolayevich                | Georgios I của Hy Lạp (kết hôn năm 1867; qua đời năm 1913)                                                                            | Sau là Vương hậu Olga của Hy Lạp                                                              |
|           | Vera Konstantinovna      | Konstantin Nikolayevich                | Eugen xứ Württemberg (kết hôn năm 1874; qua đời năm 1877)                                                                             |                                                                                               |
|           | Anastasiya Mikhaylovna   | Mikhail Nikolayevich                   | Friedrich Franz, Đại công thế tử xứ Mecklenburg-Schwerin (kết hôn năm 1879; qua đời năm 1897)                                         |                                                                                               |
|           | Kseniya Aleksandrovna    | Aleksandr III                          | Aleksander Mikhaylovich của Nga (kết hôn năm 1894; qua đời năm 1933)                                                                  |                                                                                               |
|           | Olga Aleksandrovna       | Aleksandr III                          | Peter Friedrich xứ Oldenburg (kết hôn năm 1901; hôn nhân hủy bỏ vào năm 1916) Nikolay Kulikovsky (kết hôn năm 1916; qua đời năm 1958) |                                                                                               |
|           | Yelena Vladimirovna      | Vladimir Aleksandrovich                | Nikolaos của Hy Lạp và Đan Mạch (kết hôn năm 1902; qua đời năm 1938)                                                                  |                                                                                               |
|           | Mariya Pavlovna          | Pavel Aleksandrovich                   | Wilhelm, Công tước xứ Södermanland (kết hôn năm 1908; ly dị năm 1914) Sergey Mikhaylovich Putyatin (kết hôn năm 1917; ly dị năm 1923) |                                                                                               |
|           | Olga Nikolayevna         | Nikolai II                             | |                                                                                               |
|           | Tatyana Nikolayevna      | Nikolai II                             | |                                                                                               |
|           | Mariya Nikolayevna       | Nikolai II                             | |                                                                                               |
|           | Anastasiya Nikolayevna   | Nikolai II                             | |                                                                                               |
|           | Mariya Kirillovna        | Kirill Vladimirovich                   | Karl, Thân vương thứ 6 xứ Leiningen (kết hôn năm 1925; qua đời năm 1946)                                                              |                                                                                               |
|           | Kira Kirillovna          | Kirill Vladimirovich                   | Louis Ferdinand của Phổ (kết hôn năm 1938)                                                                                            |                                                                                               |
|           | Mariya Vladimirovna      | Vladimir Kirillovich                   | Franz Wilhelm của Phổ (kết hôn năm 1976; ly dị 1985)                                                                                  | Sau khi Vladimir Kirillovich qua đời, Mariya đảm nhận vị trí người đứng đầu Vương tộc Romanov |

## Danh sách các Đại vương công phu nhân Nga
| Chân dung | Tên                                                             | Cha                                        | Phối ngẫu                  | Ghi chú |
| --------- | --------------------------------------------------------------- | ------------------------------------------ | -------------------------- | --- |
|           | Charlotte Christine xứ Braunschweig-Lüneburg                    | Ludwig Rudolf xứ Braunschweig-Wolfenbüttel | Aleksey Petrovich          | |
|           | Sophie xứ Anhalt-Zerbst Yekaterina Alekseevna                   | Christian August xứ Anhalt-Zerbst          | Pyotr Fyodorovich          | Được biết đến trong lịch sử với tên gọi 'Ekaterina Đại đế'; trở thành Hoàng hậu khi chồng là Pyotr III lên ngôi vào năm 1762, và trở thành Nữ hoàng vào ngày 9 tháng 7 năm 1762 sau khi phế truất Pyotr III |
|           | Wilhelmine Louise xứ Hessen-Darmstadt Natalya Alekseevna        | Ludwig IX xứ Hessen-Darmstadt              | Pavel Petrovich            | |
|           | Sophie Dorothee xứ Württemberg Mariya Fyodorovna                | Friedrich Eugen xứ Württemberg             | Pavel Petrovich            | Trở thành Hoàng hậu khi chồng kế vị với tên gọi Pavel I vào năm 1796. |
|           | Luise xứ Baden Yelizaveta Alekseevna                            | Karl Ludwig xứ Baden                       | Aleksandr Pavlovich        | Trở thành Hoàng hậu khi chồng kế vị với tên gọi Aleksandr I vào năm 1801. |
|           | Juliane xứ Sachsen-Coburg-Saalfeld Anna Fyodorovna              | Franz I xứ Sachsen-Coburg-Saalfeld         | Konstantin Pavlovich       | Hôn nhân bị hủy bỏ năm 1820. |
|           | Charlotte Wilhelmine của Phổ Aleksandra Fyodorovna              | Friedrich Wilhelm III của Phổ              | Nikolai Pavlovich          | Trở thành Hoàng hậu khi chồng kế vị với tên gọi Nikolai I vào năm 1825. |
|           | Charlotte của Württemberg Yelena Pavlovna                       | Paul của Württemberg                       | Mikhail Pavlovich          | |
|           | Marie Maximiliane xứ Hessen và Rhein Mariya Alexandrovna        | Ludwig II xứ Hessen và Rhein               | Aleksandr Nikolayevich     | Trở thành Hoàng hậu khi chồng kế vị với tên gọi Aleksandr II vào năm 1855. |
|           | Alexandra xứ Sachsen-Altenburg Aleksandra Iosifovna             | Joseph, Công tước xứ Sachsen-Altenburg     | Konstantin Nikolayevich    | |
|           | Alexandra xứ Oldenburg Aleksandra Petrovna                      | Friedrich Peter xứ Oldenburg               | Nikolay Nikolayevich       | |
|           | Cäcilie xứ Baden Olga Fyodorovna                                | Leopold I xứ Baden                         | Mikhail Nikolayevich       | |
|           | Dagmar của Đan Mạch Mariya Fyodorovna                           | Christian IX của Đan Mạch                  | Aleksandr Aleksandrovich   | Trở thành Hoàng hậu khi chồng kế vị với tên gọi Aleksandr III vào năm 1881. |
|           | Marie xứ Mecklenburg-Schwerin Mariya Pavlovna                   | Friedrich Franz II xứ Mecklenburg-Schwerin | Vladimir Aleksandrovich    | |
|           | Elisabeth xứ Sachsen-Altenburg Yelizaveta Mavrikievna           | Moritz xứ Sachsen-Altenburg                | Konstantin Konstantinovich | |
|           | Elisabeth của Hessen và Rhein Yelizaveta Fyodorovna             | Ludwig IV của Hessen và Rhein              | Sergey Aleksandrovich      | |
|           | Alexandra của Hy Lạp và Đan Mạch Aleksandra Georgievna          | Georgios I của Hy Lạp                      | Pavel Aleksandrovich       | |
|           | Milica của Montenegro Militsa Nikolayevna                       | Nikola I của Montenegro                    | Pyotr Nikolayevich         | |
|           | Maria của Hy Lạp và Đan Mạch Mariya Georgievna                  | Georgios I của Hy Lạp                      | Georgy Mikhaylovich        | |
|           | Victoria Melita của Sachsen-Coburg và Gotha Viktoria Fyodorovna | Alfred xứ Sachsen‑Coburg và Gotha          | Kirill Vladimirovich       | |
|           | Anastasia của Montenegro Anastasia Nikolayevna                  | Nikola I của Montenegro                    | Nikolay Nikolayevich       | |
|           | Leonida Bagrationi của Mukhrani Leonida Georgievna              | Giorgi Bagrationi của Mukhrani             | Vladimir Kirillovich       | Vợ và mẹ của những người đứng đầu Vương tộc Romanov lưu vong. |